# Edovum puttleri
Edovum puttleri Grissel, 1981, è un imenottero della famiglia Eulophidae, originario della Colombia. Venne introdotto in Italia a scopo di ricerca da Bin e Colazza 1988. 
Si sono eseguite prove sperimentali con successo per la lotta biologica alla dorifora della patata. Attualmente non viene allevato in biofabbriche europee e questo oofago ovviamente non è in grado di acclimatarsi in paesi dell'Europa. Potrebbe essere impiegato e allevato per lanci contro dorifora che danneggia le melanzane in serra. 
```
L'adulto misura 1,4
 
mm con addome rosso nel maschio e verde nella femmina. Questa utilizza l'ovidepositore per inserire nelle uova di dorifora le proprie. Ogni femmina in questo modo induce la parassitizzazione di circa 500 uova 
riguardo alla biologia e comportamento vedi referenze.
[
500 uova in quanto tempo? ogni quanto?
 La femmina depone le uova nel proprio ciclo vitale, che é molto breve ( 1-2 settimane)
]
.
```

```
MAINI S., NICOLI G., 1990.- Edovum puttleri [Hym.: Eulophidae]: biological activity and responses to normal and frozen eggs of Leptinotarsa decemlineata [Col.: Chrysomelidae].- Entomophaga, 35: 185-193.
```

BIN, F. COLAZZA S. — 1988. Introduction in Italy, laboratory culture and field release of Edovum puttleri Griss. [Hym.: Eulophidae] egg predator and parasitoid of the Colorado potato beetle —Proc. 2nd Int. Symp. onTrichogramma and other egg-parasites, Guangzhou, China, November 10–15, 1986 —Les colloques de l'INRA, 43, 459–460.
MAINI S., NICOLI G., MANZAROLI G., 1990.- Evalutation of the egg parasitoid Edovum puttleri Grissell for biological control of Leptinotarsa decemlineata (Say) on eggplant.- Boll. Ist. Ent. "G. Grandi" Univ. Bologna, 44: 161-168.

BUZZATTI O., MAINI S., 2000.- Edovum puttleri, In: "Gli ausiliari nell'agricoltura sostenibile" NICOLI G. e RADEGHIERI P., curatori, Edagricole, Bologna, 382 pp.:193-200.